# Nghị quyết 413 của Hội đồng Bảo an Liên Hợp Quốc
Nghị quyết 413 của Hội đồng Bảo an Liên Hợp Quốc được nhất trí thông qua vào ngày 20 tháng 7 năm 1977, sau khi xem xét đơn xin gia nhập Liên Hợp Quốc của nước Cộng hòa Xã hội Chủ nghĩa Việt Nam, Hội đồng đã đề xuất Đại hội đồng cho phép Việt Nam gia nhập tổ chức này.